# Kościół św. Elżbiety w Paso de los Toros
Kościół św. Elżbiety w Paso de los Toros (hiszp. Iglesia de Santa Isabel de Paso de los Toros) – rzymskokatolicki kościół parafialny w mieście Paso de los Toros w Urugwaju, wybudowany w dwóch etapach w latach 1926-1930 i 1942-1950. Patronką kościoła jest św. Elżbieta Aragońska, królowa Portugalii żyjąca w XIII/XIV wieku.

## Historia
Biskup Montevideo Mariano Soler powołał do istnienia parafię św. Elżbiety 4 października 1903 roku.
Autorami projektu obecnego kościoła parafialnego byli Elzeario Boix i Heraldo Terra Arozena. Projekt powstał od maja 1926 roku do stycznia kolejnego roku. Kamień węgielny położono 4 lipca 1926 roku. Świątynia została poświęcona przez biskupa Miguela Paternaina w dniu 24 sierpnia 1930 roku. Jednak prace budowlane nie zostały jeszcze ukończone, ale wyczerpanie funduszy spowodowało przerwę trwającą aż do 1942 roku. Kościół został ukończony 23 stycznia 1950 roku. Uroczysta konsekracja odbyła się 19 kwietnia 1950 roku
W 2002 roku kościół św. Elżbiety został uznany za narodowy zabytek historyczny (Monumento Histórico Nacional).

## Architektura i sztuka
Kościół został zbudowany w stylu neogotyckim.
Okrągłe okna w ścianach bocznych ozdobiono witrażami przedstawiającymi różnych świętych oraz sceny z ich życia.